# Polygonales
Ordre
Classification APG II (2003)
Classification APG III (2009)
Les Polygonales sont un ordre de plantes dicotylédones.
En classification classique de Cronquist (1981) il comprend une seule famille :
- famille Polygonacées (famille des renouées)

Pour la classification phylogénétique APG II (2003) et la classification phylogénétique APG III (2009), cet ordre n'existe pas : cette famille est assignée à l'ordre Caryophyllales.
Mais quelques botanistes modernes ré-acceptent l'ordre Polygonales avec une circonscription nouvelle (voir Tree of Life web project).